# Henning Berg
Henning Stille Berg (ur. 1 września 1969 w Eidsvoll) – norweski piłkarz i trener piłkarski. Zawodnik m.in. Blackburn Rovers i Manchesteru United.

## Kariera
Karierę juniorską rozpoczął w klubie w KFUM Oslo. Następnie został zawodnikiem Vålerenga Fotball, a później grał również w Lillestrøm SK skąd po dwóch sezonach przeszedł do angielskiego Blackburn Rovers.
W 1997 został zakupiony przez Manchester United, gdzie przyczynił się do zdobycia przez klub dwóch tytułów mistrzowskich (1997 i 1999), jednego Pucharu Anglii w 1999 oraz zdobycia Pucharu Ligi Mistrzów UEFA także w roku 1999. W swojej historii występów dla United zdobył 3 gole.
W roku 2000 został wypożyczony do Blackburn Rovers, a w 2001 związał się stałym kontraktem z tą drużyną. W sezonie 2003-2004 występował w szkockiej ekstraklasie, gdzie pomógł drużynie Rangersów zająć 2. miejsce na finiszu tych rozgrywek.
W barwach reprezentacji Norwegii Berg wziął udział w Mistrzostwach Świata w 1994 oraz Mistrzostwach Świata w 1998, a także na Euro 2000.
W ojczyźnie został uhonorowany Nagrodą Kniksena w 2004 za zasługi jakie poczynił dla drużyny narodowej oraz dla promocji norweskiego futbolu w świecie. W reprezentacji Norwegii w latach 1992–2004 rozegrał 100 meczów i strzelił 9 goli.
19 grudnia 2013 roku zastąpił Jana Urbana na stanowisku szkoleniowca Legii Warszawa. Zdobył z nią mistrzostwo Polski w sezonie 2013/2014. Jest to jego pierwsze trofeum w karierze trenerskiej. Rok później Legia również zdobyła Puchar Polski, a także została wicemistrzem kraju.
4 października 2015 roku został zwolniony z funkcji szkoleniowca zespołu Legii Warszawa.

## Sukcesy

### Piłkarskie
Blackburn Rovers
- Mistrzostwo Anglii: 1995
- Puchar Ligi Angielskiej: 2002

Manchester United
- Mistrzostwo Anglii: 1999
- Puchar Anglii: 1999
- Liga Mistrzów: 1999
- Puchar Interkontynentalny: 1999

### Trenerskie
Legia Warszawa
- Mistrzostwo Polski: 2014
- Puchar Polski: 2015

Omonia Nikozja
- Mistrzostwo Cypru: 2020/2021
- Superpuchar Cypru: 2021